# David J. Asher
David J. Asher (Edimburgo, 1966) è un astronomo britannico.

## Biografia
| 9084 Achristou     | 3 febbraio 1995  |
| 10369 Sinden       | 8 febbraio 1995  |
| 12395 Richnelson   | 8 febbraio 1995  |
| 15834 McBride      | 4 febbraio 1995  |
| 16693 Moseley      | 26 dicembre 1994 |
| 22403 Manjitludher | 5 giugno 1995    |
| 26891 Johnbutler   | 7 febbraio 1995  |
| 37678 McClure      | 3 febbraio 1995  |
| 42531 McKenna      | 5 giugno 1995    |
| 58345 Moomintroll  | 7 febbraio 1995  |

Ha studiato all'Università di Cambridge, di Oxford e di Edimburgo. Ha lavorato presso vari centri di ricerca in Australia e Giappone, attualmente lavora presso l'Osservatorio di Armagh, nell'Irlanda del Nord.
È conosciuto in particolare per le sue ricerche sugli sciami meteorici effettuate in collaborazione con Robert H. McNaught. Ha scoperto 10 asteroidi.
L'asteroide areosecante 6564 Asher è stato così battezzato in suo onore .
È membro dell'Unione Astronomica Internazionale .